# Soumeylou Boubèye Maïga
Soumeylou Boubèye Maïga (ur. 8 czerwca 1954 w Gao, zm. 21 marca 2022 w Bamako) – malijski polityk, pełnił funkcje ministra spraw zagranicznych (od 5 kwietnia 2011 do zamachu stanu w marcu 2012) oraz ministra obrony (2013–2014). Stał na czele partii Sojusz dla Solidarności w Mali. W okresie od 31 grudnia 2017 do 18 kwietnia 2019 był premierem Mali.
18 kwietnia 2019 premier Soumeylou Boubèye Maïga złożył swoją dymisję prezydentowi Ibrahimowi Boubacarowi Keïcie, która została przyjęta.